# Sagrario Díaz
Sagrario Ercira Díaz (Ciudad de Barahona, 25 de diciembre de 1946 - Santo Domingo, 14 de abril de 1972) fue una dirigente estudiantil dominicana.
Fue dirigente de la Facultad de Economía del "Frente Universitario Socialista Democrático" (FUSD) y representante estudiantil en el Consejo Técnico y la Asamblea de su Facultad. También era miembro del claustro universitario.
A la hora de su muerte Sagrario cursaba el tercer año de Economía. Escribía regularmente sobre temas universitarios en publicaciones de su Facultad. Dirigía el periódico universitario "Temas y Opiniones".

## Primeros años
Díaz nació en la ciudad de Barahona en la provincia Barahona el 25 de diciembre de 1946. Cursó la enseñanza primaria en su ciudad natal y terminó los estudios de bachillerato en la ciudad de San Cristóbal. Hija de un empleado privado Abelardo Ney Díaz y de María Altagracia Santiago de Díaz, tiene varios hermanos uno de ellos son Balbina Diaz, Fidias Omar Diaz, Rosanna Diaz (fallecida), Mayra Diaz, Zenia Diaz, Moraima Diaz, Ney Diaz, Vianna Diaz, Otto Diaz (fallecido).
Posteriormente, su familia se mudó a Santo Domingo para facilitar su asistencia a la Universidad Autónoma de Santo Domingo.

## Sucesos
El 14 de abril de 1972 tropas policiales del gobierno constitucional de Joaquín Balaguer invaden el campus de la Universidad Autónoma de Santo Domingo, disparando sus armas contra los estudiantes y profesores que se encontraban en el recinto, varios estudiantes resultaron con heridas, entre ellos Sagrario Elcira Díaz, quien recibió un balazo en la cabeza.
Las tropas policiales buscaban al dirigente izquierdista Tácito Perdomo Robles, acusado por la policía de actividades contra el régimen balaguerista, ya que escudados en la autonomía y fuero universitario, usaban dicho recinto como refugio y editar periódicos de corte subversivo.

## Muerte y sepelio
Murió el 14 de abril de 1972 en la clínica Gómez Patiño por traumas cerebrales y fue enterrada en el Cementerio de la Máximo Gómez. Su velatorio en la Protectora la Altagracia, en la avenida Bolívar de la ciudad de Santo Domingo se convirtió en una verdadera manifestación de repudio al régimen de Balaguer. Se estima que acompañaron el cortejo fúnebre entre 50.000 y 100.000 personas.